# Läby distrikt
Läby distrikt är ett distrikt i Uppsala kommun och Uppsala län. 
Distriktet ligger sydväst om Uppsala. 

## Tidigare administrativ tillhörighet
Distriktet inrättades 2016 och utgörs av socknen Läby i Uppsala kommun.
Området motsvarar den omfattning Läby församling hade vid årsskiftet 1999/2000.